# 舒爾岑湖 (米羅)
53°17′5″N 12°48′4″E / 53.28472°N 12.80111°E
舒爾岑湖（德語：Schulzensee），是德國的湖泊，位於該國東北部梅克倫堡-前波美拉尼亞州，由梅克倫堡湖區郡負責管轄，長0.4公里、寬0.2公里，面積0.07平方公里，海拔高度59米。